# Leucochrysa morenoi
Leucochrysa morenoi är en insektsart som först beskrevs av Navás 1934.  Leucochrysa morenoi ingår i släktet Leucochrysa och familjen guldögonsländor. Inga underarter finns listade i Catalogue of Life.